# Joel David Moore

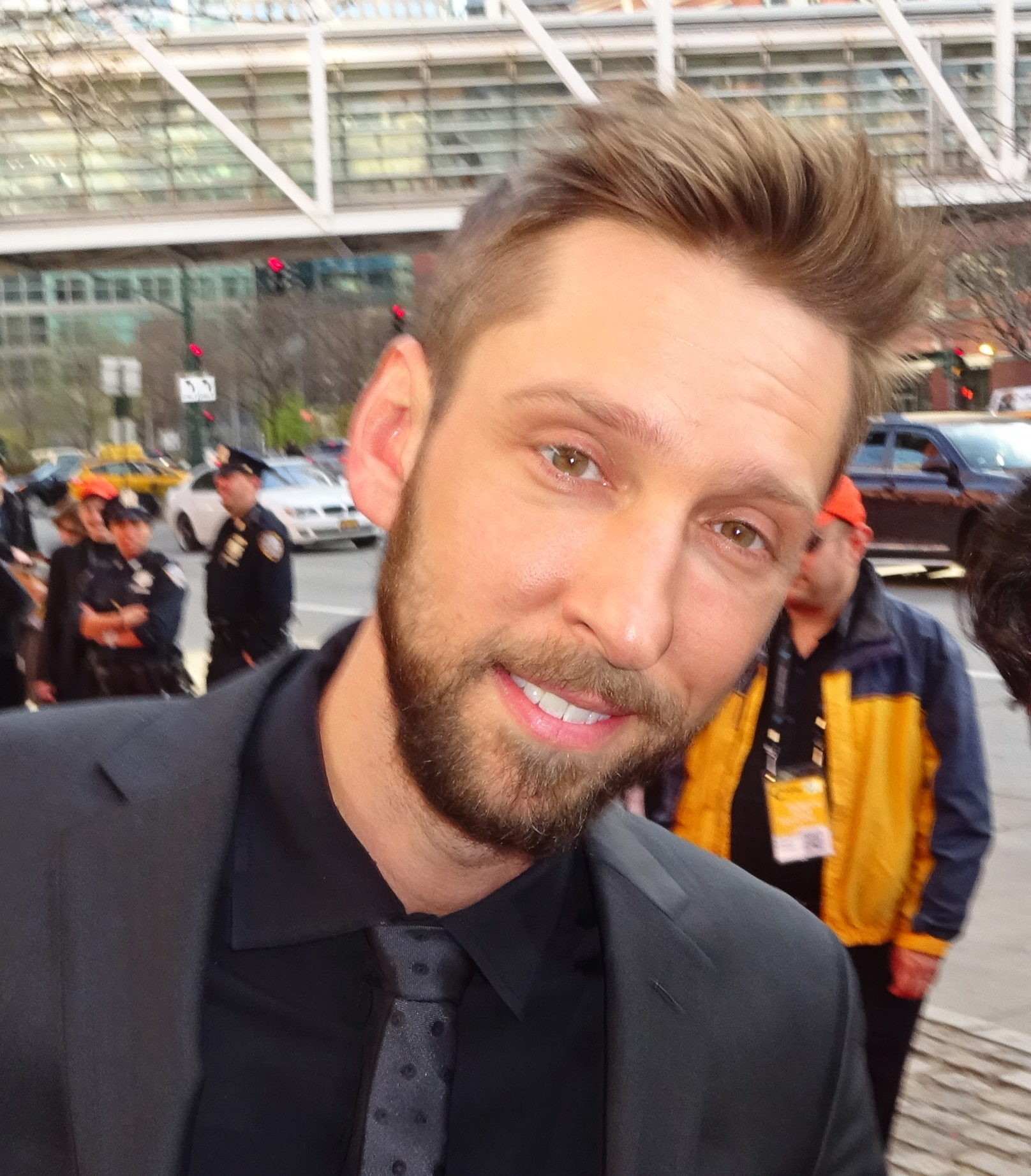
Joel Moore (2016)

Joel David Moore (* 25. September 1977 in Portland, Oregon) ist ein US-amerikanischer Schauspieler und Regisseur.

## Leben
Moore debütierte an der Seite von Angelina Jolie in dem Filmdrama Foxfire aus dem Jahr 1996. In Deutschland ist er vor allem als begriffsstutziger Owen in der Komödie Voll auf die Nüsse (2004) bekannt geworden. Für diese Rolle war er im Jahr 2005 gemeinsam mit einigen Mitbeteiligten für einen MTV Movie Award nominiert.
2006 inszenierte Moore erstmals einen Kurzfilm. Im Jahr darauf drehte er zusammen mit Adam Green seinen ersten Langspielfilm The Spiral – Tödliches Geheimnis, für den er auch am Drehbuch beteiligt war. 2009 und 2010 folgte je ein weiterer Kurzfilm.
Im Jahr 2007 erhielt er für seine Hauptrolle in dem Thriller The Spiral – Tödliches Geheimnis (2007) den Gold Vision Award des Santa Barbara International Film Festivals.
Ab der vierten Staffel der Fernsehserie Bones – Die Knochenjägerin spielte er über einige Episoden Colin Fisher, einen stets pessimistischen Laborassistenten.
In den 22 Folgen der Serie Forever (2014–2015) spielte er Lucas Wahl, der Assistent des nicht sterben könnenden Pathologen Henry Morgan.

## Filmografie (Auswahl)
- 1996: Foxfire (Girls ohne Gnade)
- 2004: Voll auf die Nüsse (Dodgeball: A True Underdog Story)
- 2005: CSI – Den Täter auf der Spur (CSI: Crime Scene Investigation, Fernsehserie, Folge 06x09)
- 2006: Grandma’s Boy
- 2006: Hatchet
- 2006: The Optimist – Eine Familie mit besonderer Note (The Elder Son)
- 2007: The Spiral – Tödliches Geheimnis (Spiral)
- 2007: Shanghai Kiss
- 2007: Ein Duke kommt selten allein – Wie alles begann (The Dukes of Hazzard: The Beginning)
- 2007: Dr. House (House, M.D., Fernsehserie, 1 Folge)
- 2008: Musikvideo „Waking up in Vegas“ von Katy Perry
- 2008: The Hottie & the Nottie – Liebe auf den zweiten Blick (The Hottie & the Nottie)
- 2008–2017: Bones – Die Knochenjägerin (Bones, Fernsehserie, 16 Folgen)
- 2009: Avatar – Aufbruch nach Pandora (Avatar)
- 2009: Gegen jeden Zweifel (Beyond a Reasonable Doubt)
- 2009: Medium – Nichts bleibt verborgen (Medium, Fernsehserie, 4 Folgen)
- 2010: Hawaii Five-0 (Fernsehserie, 1 Folge)
- 2011: Shark Night 3D
- 2011: Julia X 3D
- 2011: Chillerama
- 2011: Ticket Out – Flucht ins Ungewisse (Ticket Out)
- 2013: Hatchet III
- 2014: The Guest
- 2014: Rush Hour Date – Zweisam im Stau (#Stuck)
- 2014–2015: Forever (Fernsehserie, 22 Folgen)
- 2017: Drone – Tödliche Mission (Drone)
- 2018: Marvel’s Agents of S.H.I.E.L.D. (Fernsehserie, Folge 5x11)
- 2020: Cut Throat City – Stadt ohne Gesetz (Cut Throat City)
- 2022: Avatar: The Way of Water
- 2023: The Baker
- 2025: Irgendwie schwanger (Kinda Pregnant)
- 2025: Bride Hard